# Archäologie-Museum im Fränkischen Freilandmuseum Bad Windsheim

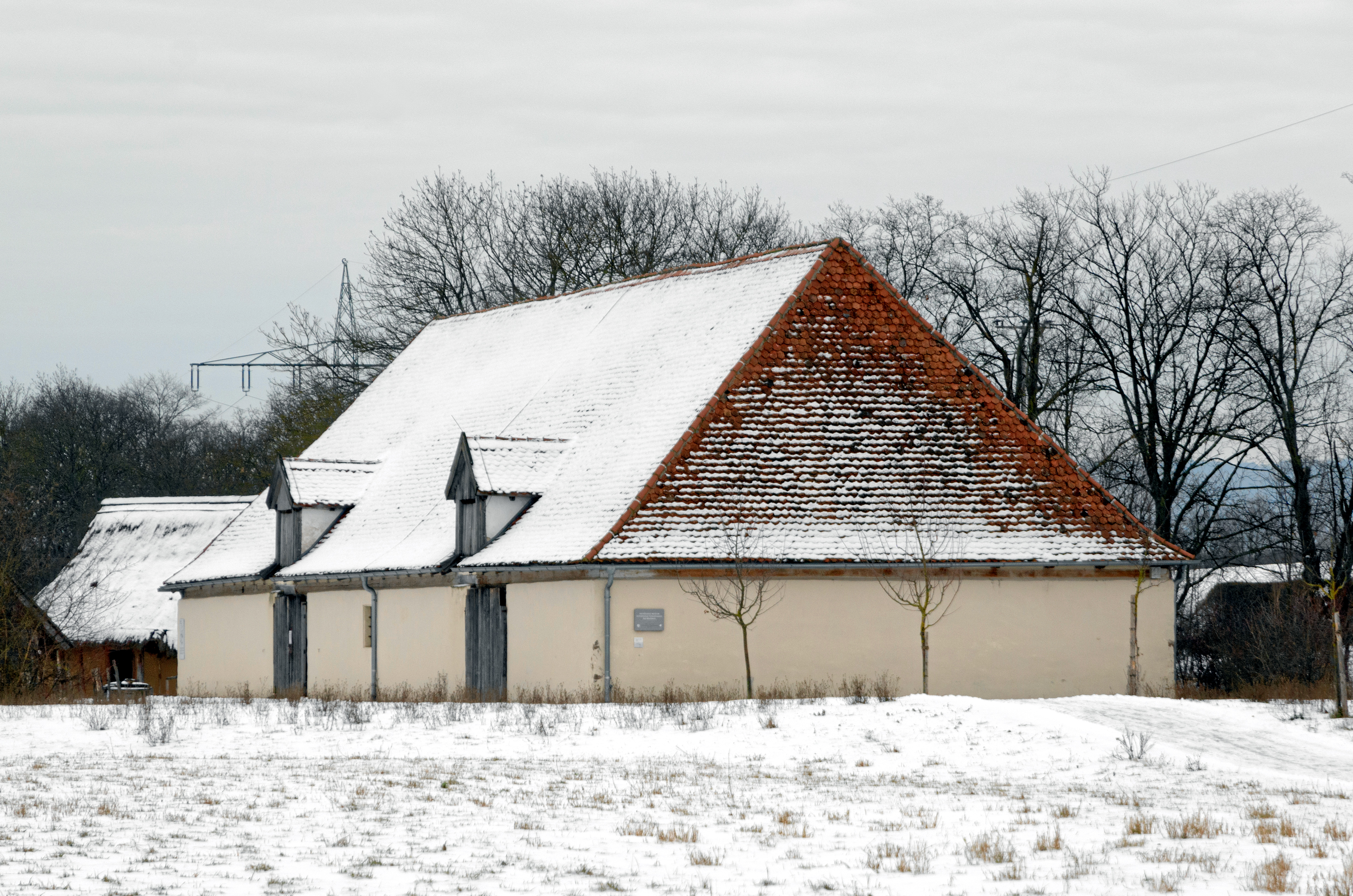
Schafscheune aus Virnsberg, heute in Bad Windsheim

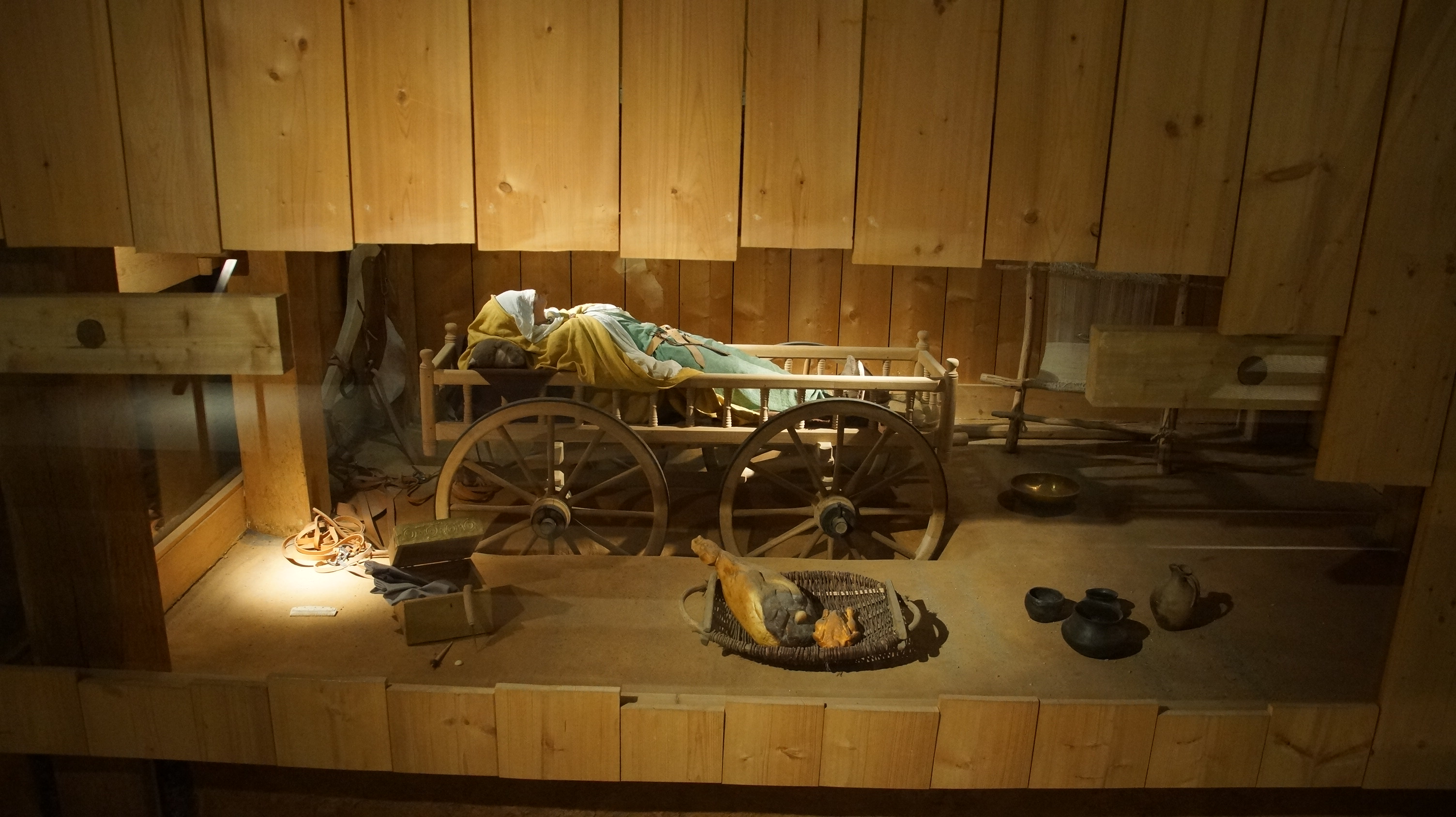
Rekonstruktion des Grabhauses (Grab 25) von Zeuzleben von 530 bis 540 n. Chr.

Das Archäologie-Museum im Fränkischen Freilandmuseum Bad Windsheim ist ein archäologisches Museum im Fränkischen Freilandmuseum Bad Windsheim. Das Zweigmuseum der Archäologischen Staatssammlung München ist in der Schafsscheune aus Virnsberg innerhalb der Baugruppe Mittelalter untergebracht. Der Schwerpunkt der Ausstellung liegt auf dem Bauwesen von der Vor- und Frühgeschichte bis in das frühe Mittelalter. Zu den beeindruckenden Exponaten gehört die originalgetreue Rekonstruktion eines mehrgeschossigen Grabhauses einer adligen Dame aus Zeuzleben in Unterfranken. Die thüringische Dame wurde im 6. Jahrhundert mit außerordentlich umfangreichen Grabbeigaben wie einem Wagen, Schmuck, Haushaltsgegenständen und Kleidung beigesetzt.
Das Archäologie-Museum entstand aus dem Vorgeschichtsmuseum Bad Windsheim, das von 1983 bis 1998 in der Alten Lateinschule untergebracht war. Da das historische Gebäude keine Erweiterungsmöglichkeiten bot, wurde das Museum von der Archäologischen Staatssammlung im Jahre 2001 neu konzipiert und als Archäologie-Museum in das Fränkische Freilandmuseum verlagert. Die Ausstellung wurde in einer 500 Jahre alten und aus Virnsberg, Mittelfranken, stammenden Schafsscheune eingerichtet. Im Sommer 2014 erfolgte eine grundlegende Überarbeitung der Ausstellung.